# 哈氏刀海龍
哈氏刀海龍，又稱刁海龍，俗名海龍、楊枝魚、簸箕魚、木箕貼仔、石貼仔，為輻鰭魚綱海龍魚目海龍科的其中一種。

## 分布
本魚分布於印度洋－西太平洋區，包括日本、台灣、中國沿海、越南、菲律賓、印尼、馬爾地夫、斯里蘭卡、安達曼群島、模里西斯、印度西南岸、澳洲北部等海域。

## 深度
水深20至100公尺。

## 特徵
本魚體延長，側扁，頭部與體軸成大鈍角，軀幹部呈五稜形，尾部後方逐漸變細，尾端捲曲。腹部中央稜特別突出，體上稜脊粗糙，個骨環中央及各間盾均形成一個粒狀突起棘。頭長，吻長，成管狀。口小，前位。兩頰短小，略可伸縮。無牙，鰓蓋突出，具明顯的放射狀條紋。鰓孔很小，成列孔狀，位於頭側背緣。體無鱗，完全是包於骨環中，具骨環25至57。背鰭較長，位於尾部，起於尾環節第1節，止於第10或11節。臀鰭短小，貼近肛門後方。胸鰭短寬，側位較低。無尾鰭。體枯黃色或黃褐色，頭頸部較淡，鰭均為白色，在較大的個體中，軀幹部上側稜骨環連接處有一列褐色斑點。體長可達40公分。

## 生態
本魚喜棲於近海或外海沙泥底質的較深海區。它的各個骨環均可活動，游泳時靠全身的彎曲而迅速前進。它和海馬相似，尾部可以彎曲，藉以鉤住藻類等物體，體色成保護色，隨周遭環境的變化而改變。雄體腹面有育嬰兒溝。雌魚將卵產於育兒溝內，由雄魚負責孵卵。卵子在育兒溝中孵化。以小型底棲甲殼類為食，攝食時常緩慢活動，有時垂直豎立，有時水平橫臥，把具長吻的口當作注射器，鼓起頰部把食物連同水一起吸入。

## 經濟利用
可作為海水觀賞魚外，也被當作中藥材。

## 外部連結
- 海龍 Hai Long（页面存档备份，存于） 中藥標本數據庫 (香港浸會大學中醫藥學院) （繁體中文）（英文）